# Verbandsgemeinde Kirchheimbolanden
La comunità amministrativa di Kirchheimbolanden (Verbandsgemeinde Kirchheimbolanden) si trova nel circondario del Donnersberg nella Renania-Palatinato, in Germania.

## Comuni
Fanno parte della comunità amministrativa i seguenti comuni:
| Comune, città                      | Sup. (km²) | Abitanti |
| ---------------------------------- | ---------- | -------- |
| Bennhausen                         | 1,49       | 157      |
| Bischheim                          | 6,61       | 803      |
| Bolanden                           | 17,44      | 2 511    |
| Dannenfels                         | 15,79      | 865      |
| Gauersheim                         | 5,25       | 661      |
| Ilbesheim                          | 6,11       | 619      |
| Jakobsweiler                       | 2,40       | 251      |
| Kirchheimbolanden, Stadt           | 26,35      | 7 893    |
| Kriegsfeld                         | 26,41      | 992      |
| Marnheim                           | 9,95       | 1 710    |
| Morschheim                         | 6,50       | 731      |
| Mörsfeld                           | 5,25       | 480      |
| Oberwiesen                         | 1,61       | 546      |
| Orbis                              | 5,68       | 685      |
| Rittersheim                        | 3,95       | 193      |
| Stetten                            | 6,54       | 665      |
| Verbandsgemeinde Kirchheimbolanden | 147,33     | 19 762   |

(Abitanti al 31 dicembre 2021)